# Protéine disulfure isomérase
La protéine disulfure isomérase (PDI) est une isomérase intramoléculaire, située dans la lumière du réticulum endoplasmique, qui catalyse le repliement correct des protéines (activité chaperonne). Pour cela, elle catalyse également l'ouverture (réduction) / fermeture (oxydation) de ponts disulfure entre résidus de cystéine de certaines protéines (activité oxydoréductase).
Dans les cellules, la PDI se trouve principalement dans le réticulum endoplasmique où sont formées les protéines sécrétées et les protéines membranaires. On la trouve cependant en quantités moindres dans d'autres constituants cellulaires tels que le noyau, les mitochondries et la membrane plasmique.